# Phenacobius catostomus
Phenacobius catostomus är en fiskart som beskrevs av Jordan, 1877. Phenacobius catostomus ingår i släktet Phenacobius och familjen karpfiskar. Inga underarter finns listade i Catalogue of Life.